# Estadio Ovidio Messa Soruco
El Estadio Ovidio Messa Soruco es una infraestructura deportiva multidisciplinaria ubicado en la Ciudad de Yacuiba, capital de la Provincia del Gran Chaco (Departamento de Tarija) El estadio esta emplazado sobre un terreno de cuatro hectáreas, y se encuentra ubicado en el barrio San José Obrero, a pocos metros del límite internacional entre Bolivia-Argentina.
El estadio ha sido diseñado para ser utilizado principalmente para la práctica del fútbol, aunque tiene también todas las áreas reglamentarias para albergar algunas disciplinas del atletismo. En 2017, ha sido homologado por la Liga de Fútbol Profesional Boliviano (LPFB) y por la Confederación Sudamericana de Fútbol (Conmebol).

## Características técnicas

### Campo de juego
El campo de juego cuenta con las áreas reglamentarias para el desarrollo de actividades de atletismo y de fútbol. Las dimensiones del campo de juego son de 68 × 110 metros de césped natural. Todo el campo deportivo cuenta con sistemas de drenaje y riego por aspersión y de iluminación artificial de 1.400 lux, promedio, en el campo de juego.

### Graderías
Cuenta con cuatro graderías: Preferencial, General, Sur y Norte. Todas son cubiertas.
La gradería preferencial cuenta con dos bandejas, alta y baja y entre ellas se ubican las cabinas de transmisión y las salas vip, ambos ambientes cuentan con climatización y servicios de cafetería. Se puede acceder a las plateas a través de tres puertas: P1, P2 y P3, ubicadas oeste, sobre calle Ballivián. Los ingresos 3 y 1 cuentan con rampas y escaleras, mientras que el 2, sólo escaleras. La capacidad en ambas bandejas es de 8273 personas sentadas, de las cuales 2383 son butacas (bandeja baja). Las boleterías de esta platea se ubican en el nivel 0, en las cercanías de los ingresos. En el resto de niveles: Nivel 1, Nivel 2 y Nivel 3, cuentan con servicios de baños para damas, varones y personas con discapacidad (niveles 1, 2 y 3) y puestos de venta de comidas/bebidas en los niveles 1 y 3.
La segunda, la gradería General, ubicada al este, sobre la calle Santa Cruz, cuenta una capacidad de 5000 personas sentadas. Cuenta con dos niveles y en ambos se cuentan con servicios higiénicos y de comidas. No cuenta con acceso ni servicios para personas con discapacidad. Se accede a través de los ingresos P6.
Las graderías Norte y Sur (curvas), cuentan con capacidad para 4615 espectadores sentados, cada una. Igual que en la gradería General, cuentan con dos niveles y en ambos existen con servicios sanitarios, de primeros auxilios, comidas/bebidas. Ambas cuentan con áreas y servicios para personas con discapacidad. Se accede a través de los ingresos P4 y P5 (gradería Sur) ubicados sobre calle Cuevo y a través de los ingresos P7, ubicados en la gradería Norte, sobre calle H. SIles
Todas las graderías cuentan con un vallado perimetral —que las separa del campo de juego— de vidrio templado que permiten seguridad y óptima visión del campo deportivo.

### Ambientes

#### Áreas de calentamiento
Dispone de 4 áreas de calentamiento bajo graderías. Dos de ellas (local y visitante) con césped sintético.

#### Áreas para estacionamientos
Cuenta con dos áreas bajo gradería para los micros de los equipos local y visitante. Además de espacios para el estacionamiento de vehículos oficiales, V.I.P., prensa y espacio para estacionamiento de equipos de transmisión satelital.

#### Cabinas para transmisiones
Nueve cabinas son destinadas para las transmisiones radiales/televisivas y una cabina para el control de audio/vídeo/iluminación. Las cabinas cuentan con áreas de servicio, baños, cafetería, salas técnicas y acceso a internet de banda ancha mediante fibra óptica.

#### Dormitorios
En el nivel 0 de las tribunas de General, Sur y Norte, el estadio Provincial de Yacuiba cuenta con ocho (8) dormitorios para alojar a delegaciones y cuatro (4) dormitorios para jefes o encargados de delegación. Todos los ambientes cuentan con A/C, servicios sanitarios y duchas AF/AC.
- Sala delegado de partido y federación visitante. Cuenta con salas de espera, oficinas, vestidores, sanitarios y duchas.
- Oficinas administrativas y uso múltiple. Cuenta con varios ambientes para oficinas administrativas, tanto en las graderías preferencial, general, sur y norte.
- Salas de prensa. Cuenta con tres ambientes destinados a prensa o relacionadas: un ambiente de auditorio/sala de conferencias, un ambiente auxiliar para el auditorio, y una sala de prensa.
- Salas de árbitros. Cuenta con dos salas para árbitros, un área de calentamiento, dos áreas de vestidores.Tiene servicios sanitarios y duchas AF/AC y A/C.
- Salas V.I.P. Con capacidad para 65 butacas. Cuenta con instalaciones sanitarias, cafetería y salón.
- Sala médica. Cuenta con sala médica para los deportistas, control de dopaje y sala atención de emergencia a público. Tiene servicios sanitarios y duchas AF/AC y A/C.
- Salas para organizadores de eventos. Cuenta con tres salas para la organización de eventos/acreditaciones, con salida al campo deportivo.
- Vestuarios. Cuenta con seis (6) vestuarios con sanitarios y duchas AF/AC y área para masajes. Dos para los equipos local y visitante y cuatro camarines auxiliares, que pueden ser utilizados para pasapelotas, prensa y para actividades de atletismo. Los vestuarios local y visitante son climatizados.

### Instalaciones

#### Instalaciones eléctricas
Una línea exclusiva de media tensión de 24 kV, con dos estaciones transformadoras a 380 V con 400 KVA de potencia, cada uno. Dispone de varios ambientes exclusivos para sala de máquinas, tableros y otros dispositivos.

#### Instalaciones hidráulicas
- Agua: la infraestructura se abastece tanto de la red pública como de pozos profundos (dos) y capacidad de almacenamiento de 120 m³ en cuatro tanques, dos cisternas y dos elevados.
- Drenaje pluvial: tres sistemas de drenaje pluvial evacuan las aguas de toda la infraestructura, tanto hacia el sistema municipal como uno exclusivo con disposición final al arroyo internacional Yacuiba.
- Instalaciones de gas natural: toda la infraestructura cuenta con 120 puntos de gas natural para uso y funcionamiento de termotanques (16 en total) y cocinas (104 en total).
- Instalaciones de comunicación: cuenta con una pantalla led, ubicada en la tribuna norte, sistemas de altoparlantes alrededor del campo deportivo y fibra óptica de 24 hilos desde la red pública.